# 밤과 주말
《밤과 주말》(영어: Nights and Weekends)는 2008년 개봉한 미국의 멈블코어 저예산 영화이다. 그레타 거윅과 조 스완버그가 공동 감독하고 각본을 썼고 주연을 맡았다. 이 영화는 장거리 연애와 그에 따른 여파를 다루고 있다. 2008년 5월 사우스 바이 사우스웨스트 영화제에서 초연 되었고, 메릴랜드 영화제에서 상영 되었으며, 2008년 10월 10일 미국에서 개봉되었다.

## 출연

### 주연
- 그레타 거윅
- 조 스완버그

### 조연
- 제이 듀플래스
- 린 쉘튼
- 켄트 오스본
- 앨리슨 바그낼